# 24K Magic
| Recensione    | Giudizio |
| ------------- | -------- |
| MelodicaMente |          |

24K Magic è il terzo album in studio del cantautore statunitense Bruno Mars, pubblicato il 18 novembre 2016 dall'Atlantic Records.

## Descrizione
L'album è stato interamente prodotto da Mars insieme ai suoi co-produttori, formando gli Shampoo Press & Curl. Nella scrittura dell'album l'artista ha lavorato nei vari brani con artisti come Babyface, T-Pain e James Fauntleroy.
L'album è fortemente influenzato dalla musica degli ottanta e novanta, e presenta sonorità che puntano su un R&B tradizionale, fortemente influenzato da funk e hip hop.

## Successo commerciale
Negli Stati Uniti 24k Magic ha debuttato alla numero 2 della Billboard 200 con 231.000 copie vendute solo nella prima settimana (di cui 194.000 dalle vendite tradizionali), dietro solo a Hardwired... to Self-Destruct dei Metallica, che ha debuttato in prima posizione con 291.000 copie (281.000 dalle vendite tradizionali).
In Giappone, 24K Magic ha debuttato alla numero 6 nella classifica Oricon, vendendo 20.000 copie nella settimana di debutto. Nella seconda settimana l'album è salito alla numero 3 con 15.000 copie vendute. 24K Magic ha debuttato al numero 3 della UK Albums Chart, vendendo 52.300 copie nella prima settimana. Ha debuttato alla numero 3 in Australia. In Canada, l'album ha debuttato al numero 2, con 21.000 unità

## Tracce
1. 24K Magic – 3:46 (Bruno Mars, Philip Lawrence, Christopher Brown)
2. Chunky – 3:06 (Bruno Mars, Philip Lawrence, Christopher Brown, James Fauntleroy)
3. Perm – 3:30 (Bruno Mars, Philip Lawrence, Christopher Brown, James Fauntleroy, Homer Steinweiss, Trevor Lawrence, Jr.)
4. That's What I Like – 3:26 (Bruno Mars, Philip Lawrence, Christopher Brown, Johnathan Yip, Ray Romulus, Jeremy Reeves, Ray McCullough II)
5. Versace on the Floor – 4:21 (Bruno Mars, Philip Lawrence, Christopher Brown, James Fauntleroy)
6. Straight Up & Down – 3:18 (Bruno Mars, Philip Lawrence, Christopher Brown, James Fauntleroy, T-Pain, Carl Martin, Marc Gray)
7. Calling All My Lovelies – 4:10 (Bruno Mars, Philip Lawrence, Christopher Brown, James Fauntleroy, Hayne, Jeff Bhasker)
8. Finesse – 3:10 (Bruno Mars, Philip Lawrence, Christopher Brown, Johnathan Yip, Ray Romulus, Jeremy Reeves, Ray McCullough II)
9. Too Good to Say Goodbye – 4:41 (Bruno Mars, Philip Lawrence, Christopher Brown, Jeff Bhasker, Babyface)

## Classifiche

### Classifiche settimanali
| Classifica (2016) | Posizione massima |
| ----------------- | ----------------- |
| Argentina         | 6                 |
| Australia         | 3                 |
| Austria           | 14                |
| Belgio (Fiandre)  | 4                 |
| Belgio (Vallonia) | 5                 |
| Canada            | 2                 |
| Danimarca         | 9                 |
| Finlandia         | 17                |
| Francia           | 2                 |
| Germania          | 9                 |
| Giappone          | 3                 |
| Irlanda           | 4                 |
| Italia            | 14                |
| Nuova Zelanda     | 2                 |
| Norvegia          | 10                |
| Paesi Bassi       | 5                 |
| Polonia           | 34                |
| Portogallo        | 9                 |
| Regno Unito       | 3                 |
| Repubblica Ceca   | 17                |
| Spagna            | 4                 |
| Stati Uniti       | 2                 |
| Svezia            | 7                 |
| Svizzera          | 4                 |
| Ungheria          | 5                 |

### Classifiche di fine anno
| Classifica (2017) | Posizione |
| ----------------- | --------- |
| Croazia           | 16        |
| Islanda           | 35        |

### Classifiche di fine decennio
| Classifica (2010-19) | Posizione |
| -------------------- | --------- |
| Paesi Bassi          | 79        |